# Federazione calcistica della Slovacchia
La Federazione calcistica slovacca (in slovacco Slovenský futbalový zväz, abbreviato in SFZ) è l'organo che governa il calcio in Slovacchia. Si occupa dell'organizzazione del campionato, della coppa nazionale e pone sotto la propria egida la Nazionale slovacca. Ha sede a Bratislava.
La federazione fu fondata nel 1938, un anno prima dell'invasione della Cecoslovacchia da parte dei nazisti. Dopo tale invasione essi dissolsero la Cecoslovacchia e formarono il Protettorato di Boemia e Moravia e la Repubblica Slovacca, che tuttavia risultava essere uno stato fantoccio.
Dopo la proclamazione della Repubblica Slovacca la federazione slovacca diede vita alla propria nazionale e al proprio campionato di calcio.
L'attività della federazione cessò nel 1945 con la ricostituzione della Cecoslovacchia alla fine della seconda guerra mondiale.
Nel 1993, con la definitiva dissoluzione del paese, la federazione riprese la sua attività. Nello stesso anno si affiliò all'UEFA, mentre l'anno successivo si affiliò alla FIFA.
L'attuale presidente è František Laurinec.

## Origini
La FIFA, ma non l'UEFA, considera la federazione slovacca come erede della federazione cecoslovacca assieme alla federazione ceca, per cui secondo la FIFA la federazione slovacca è stata fondata nel 1901 (anno di fondazione della federazione cecoslovacca), si è iscritta alla FIFA nel 1907 (anno di iscrizione alla FIFA da parte della federazione cecoslovacca) e si è iscritta all'UEFA nel 1954 (anno di iscrizione all'UEFA da parte della federazione cecoslovacca).